# Ish Smith
Ishmael Larry "Ish" Smith (Charlotte, Carolina del Nord, 5 de juliol de 1988) és un jugador de bàsquet estatunidenc que pertany a la plantilla dels Detroit Pistons de l'NBA. Amb 1,83 metres d'alçada, juga en la posició de base.